# Torre de Faia
La Torre de Faia és un edifici situat al nucli homònim del municipi de Gisclareny (Berguedà), inclòs a l'Inventari del Patrimoni Arquitectònic de Catalunya.

## Història
El topònim apareix documentat per primer cop el 983, quan un tal Fredoveia i el prevere Duran donaren al monestir de Sant Llorenç prop Bagà un alou situat al lloc de Faia, establint un pacte d'usdefruit de la propietat amb la condició que quan morissin els seus descendents haurien de lliurar el rèdit de l'alou i el de Venzilles. El 1254 apareix Berenguer de Faia com a vassall dels Pinós, que tenien un palau a Bagà, probablement fou qui va fer construir la torre i l'església romànica de Santa Magdalena.
El seu fill Guillem Ramon de Faia apareix en un document atorgat el 1256 per Galceran de Pinós a favor de l'arquebisbe de Tarragona i referent a uns heretges de Gósol. A finals del segle xiv, la pubilla Faia es va casar amb Pere d'Espasèn, i el 1468 Mandina d'Espasèn es va casar amb Bernat de la Badia i el seu fill Guillem la va succeïr als termes de Faia i Gresolet. Posteriorment, la torre passà a mans dels Roset, senyors del castell de Roset, que hi tenien tenien pagesos emfiteutes, que deurien habitar la masia veïna.
Al segle xvii, Maria de Roset i Clos es va casar amb Acadi de Còdol i de Broca, baró d'Ur. El 1857, a la mort de Francesc Pius de Còdol i de Gràcia, passà a mans de la seva germana Concepció, casada amb Francesc de Travy i de Casanova (†1880). A finals del segle xix, la família es va haver de vendre les propietats de Bagà.

## Descripció
És una fortificació de planta quadrada i tres plantes. El parament és a base de petits carreus desbastats, disposats en filades i units amb morter. Conserva bona part de les obertures espitllerades obertes a la façana de migdia i tramuntana. Tot i que la torre fou adaptada en temps moderns, probablement entre els segles xvi o xvii per a usos agrícoles i ramaders, fou des del moment mateix de construcció, habitatge i residència dels senyors de Faia. Fruit de les reformes és la petita porta amb llinda de fusta oberta al mur de tramuntana, així com la teulada a dues aigües de teula àrab i les últimes filades dels murs de migdia i tramuntana. La porta d'accés és de petites dimensions, amb llinda de fusta i muntants de pedra monolítics.
La torre s'alça sobre una petita protuberància rocosa, a pocs metres de la masia. És de planta quadrada, d'uns 5,5 m de costat, uns 9,50 m d'alçada i tres nivells, separats per trespols d'empostissat sobre bigues, que graviten sobre relleixos interiors de les parets. Els murs no tenen el mateix gruix: els de llevant i ponent són superiors als del nord i sud.
Va ser construïda en dues etapes: en la primera baixos i primer pis, fins a una alçada de 5,30 m, en la qual les parets són de pedra calcària grisa, amb carreus trencats a cops de maceta i en filades horitzontals, de pedres més grosses a les cantonades, on són posades de cap i ample. Més amunt, els paraments externs són de tosca, també tallada regularment en carreus rectangulars. Al cim, les parets est i oest fan pinyó i sobrepassen uns 30 cm la teulada, a fi de protegir-la de ventades, com es feia en moltes esglésies. El sobrealçat de la torre es degué emprendre, probablement, després d'haver-se-li arrambat, en temps considerats segurs, un altre edifici, que li devia restar facultats defensives. D'aquesta segona etapa és el segon pis i la golfa.
El portal primitiu era a la paret de llevant i a l'altura del primer pis, i fa 163 × 50 cm. Té un arc adovellat, de mig punt. A la paret oposada hi ha dues xiques espitlleres d'ampit horitzontal. Eren meres obertures d'observació per a llunyania de camp visual molt reduït, o simplement obertures de ventilació. A la segona planta hi ha altres dues espitlleres del mateix tipus, una a llevant i l'altra a ponent.
Pel tipus de tallat de la pedra i les dovelles del portalet, de factura tan semblant a les esglésies berguedanes, és de la mateixa època de la Torre del Riu, o sigui, del segle xiii, i es va construir, molt probablement per a protegir-se contra bandolers o fugitius de la repressió francesa contra els càtars occitans.